# アント&デック
アント&デック（Ant & Dec）は、イギリスのニューカッスル・アポン・タイン出身のアンソニー・マクパートリン（Ant McPartlin、1975年11月18日 - ）とデクラン・ドネリー（Declan Donnelly、1975年9月25日 - ）からなるイギリスのテレビ司会者コンビである。CBBCのドラマ『バイカー・グローブ』にて子役時代に出会ったことをきっかけに結成され、同シリーズの登場人物の名前であるポップ・ミュージシャンのPJ&ダンカンとして共演した。
2人は俳優でもあり、2006年の映画『宇宙人の解剖』では主役を演じた。また、独自の制作会社のMitre Televisionを持っている。2004年のBBCの世論調査で、2人はイギリス文化に最も影響を与えた18番目の人物に選ばれた。

## 概要
2人は、1989年にBBCの子供向けドラマ『バイカー・グローブ』の制作中に出会った。不安定なスタートを切った2人だが、すぐに親友になったという。2人は画面上で離れている姿がほとんど見られないほどコンビとしての人気を獲得している。また、それぞれ相手の死亡保険に入っており、その額は約100万ポンドと報じられている。

## 経歴

### 出会い
2人が最初に出会ったのはBBCの子供向けドラマ『バイカー・グローブ』であった。デックは同映画のダンカン役で入団。1年後に、アントはPJ（シリーズ2第5話）を演じるためにキャストに加わり、これがきっかけとなり、スクリーンの内外で友情が生まれた。『バイカー・グローブ』のプロデューサーであるマシュー・ロビンソンは2人に「どんな争いでも一緒にいて、それが何であれ、一緒にいて、将来のモーカム&ワイズになれる。彼らは多くの点でそれを証明したと思う。」と話している。

### 大英帝国勲章
2016年6月10日、同年中に行われる即位礼正殿の儀において、エリザベス2世からOBEの称号を授与されることが発表された。2人は「驚いたが、信じられないほど光栄だ」と述べた。

## エピソード
日本人として初めて『ブリテンズ・ゴット・タレント』のゴールデンブザーを獲得した手品師の岩崎圭一が手品の一環としてアント&デックを呼び出した際、舞台裏でのカメラマンの冗談を真に受けてデック&アントと逆に呼び、会場が盛り上がりを見せた。